# Jang Hyuk
Jang Hyuk (tên thật Jeong Yong-jun, sinh ngày 20 tháng 12, 1976) là một diễn viên và rapper người Hàn Quốc. Anh được biết đến rộng rãi nhờ các bộ phim Volcano High (2001) and Windstruck (2004), và phim truyền hình Successful Story of a Bright Girl (2002), Thank You (2007), The Slave Hunters (2010), Deep Rooted Tree (2011), You Are My Destiny (2014), Voice (2017) and Money Flower (2017).

## Sự nghiệp

### 1997–2001: Giai đoạn bắt đầu và danh tiếng khởi sắc
Jeong Yong-jun dành hầu hết thời thơ ấu của mình tại quê nhà, Busan, trước khi lần đầu tham gia diễn xuất cho bộ phim truyền hình Model dưới nghệ danh Jang Hyuk. Bên cạnh serie phim truyền hình tuổi teen School và một vai nhỏ trong một bộ phim ít được biết đến Zzang (The Best), Jang cũng xuất hiện trong video ca nhạc "To Mother", đĩa đơn ra mắt của nhóm nhạc nam nổi tiếng G.o.d, thời điểm đó cũng là bạn cùng nhà với anh. Cũng trong năm 1999, anh đảm nhận vai một chàng trai tốt bụng nhưng hiếu chiến Myung-ha trong bộ phim Into the Sunlight. Sử dụng nghệ danh là "TJ", anh ấy bắt đầu với tư cách là một rapper trong một thời gian ngắn và thực hiện một vài video âm nhạc từ album rap của mình TJ Project, ra mắt vào năm 2000.
Sự nghiệp của Jang Hyuk bắt đầu khởi sắc từ năm 2001, khi anh được chọn vào vai chính của phần phim ngoại truyện Volcano High cùng nữ diễn viên Shin Min-a. Diễn xuất của anh trong vai một gã lập dị đã thu hút nhiều lời khen ngợi từ người hâm mộ và giới phê bình.

### 2002–2004: Sự nổi tiếng và những tranh cãi
Năm 2002, anh tiếp tục tạo dựng tên tuổi cho bản thân khi tham gia diễn xuất trong Jungle Juice, một bộ phim được đón nhận khá muộn, đứng đầu phòng vé hàng tuần. Sự nổi tiếng của anh càng tăng cao khi anh tham gia vào một bộ phim truyền hình cực kì nổi tiếng Successful Story of a Bright Girl cùng nữ diễn viên Jang Na-ra. Anh cũng đảm nhận một vai trong phim Public Toilet,  Bộ phim do đạo diễn Hong Kong nổi tiếng Fruit Chan hợp tác sản xuất và đã giành được giải Đặc biệt trong phần Ngược dòng của Liên hoan phim Venice 2002.
Anh tiếp tục xuất hiện trong các dự án cao cấp; vào năm 2003, anh đóng cùng nữ diễn viên Lee Na-young trong bộ phim hài Please Teach Me English, đạo diễn bởi Kim Sung-su và năm sau đó, anh ấy đóng vai chính cùng với Jun Ji-hyun trong một phim của đạo diễn Kwak Jae-yong, Windstruck. Mặc dù Windstruck không được đón nhận rộng rãi tại Hàn Quốc, bộ phim vẫn đã đánh bại được  Shiri và trở thành một phim ăn khách nhất tại Nhật Bản.
Cuối năm 2004, cùng với các đồng nghiệp là Song Seung-heon và Han Jae-suk, Jang Hyuk bị phát hiện đã trốn tránh nghĩa vụ quân sự bắt buộc một cách bất hợp pháp thông qua công ty quản lý SidusHQ. Giữa sự lên án rộng rãi của công chúng, anh đã lên tiếng xin lỗi người hâm mộ của mình, sau đó bắt đầu thực hiện nghĩa vụ trong hai năm.

### 2006–2009: Sự nghiệp hồi sinh và những lần hợp tác quốc tế
Sau khi giải ngũ vào năm 2006, Jang Hyuk đã trở lại với bộ phim truyền hình Thank You. Câu chuyện cảm động về một bà mẹ đơn thân (đóng bởi Gong Hyo-jin) cùng cô con gái dương tính với HIV và một vị bác sĩ thô lỗ bước vào cuộc đời họ, Thank You bất ngờ trở thành một tác phẩm thành công lớn, và cũng nhờ bộ phim đó anh đã dần bỏ lại vụ bê bối trốn nghĩa vụ quân sự của mình phía sau.
Sau đó anh ấy đã tham gia vào dự án phim hợp tác quốc tế Dance of the Dragon (2008), câu chuyện tình yêu kết hợp giữa khiêu vũ và võ thuật hành động, với bạn đồng diễn của anh là nữ diễn viên người Singapore Fann Wong. Anh đã giành được giải thưởng Nam diễn viên chính xuất sắc nhất tại khai mạc Liên hoan phim Quốc tế Tây Hollywood cho vai diễn của mình. Anh cũng tham gia một vai diễn khách mời trong bộ phim truyền hình Nhật Bản Ryokiteki na Kanojo,bản làm lại của phim Hàn Quốc năm 2001 My Sassy Girl. . Sau khi tham gia chương trình trò chuyện về ngôi sao Tsuyoshi Kusanagi trước đó, đạo diễn của bộ phim đã thêm các cảnh mới cho anh mà không có trong kịch bản gốc. Sau đó, Jang xuất hiện trong ba video âm nhạc của ca sĩ người Đài Loan Elva Hsiao.
Anh cũng tiếp tục đảm nhận nhiều vai chính hơn trong các bộ phim truyền hình tiếp theo, bao gồm Robber (2008) và Tazza (2008) phỏng tác theo gambling manhwa. Năm 2009, anh xuất hiện trong phim ngắn His Concern, Five Senses of Eros, Searching for the Elephant, và phim tâm lý tình cảm Maybe.

### 2010–2013: Được giới phê bình hoan nghênh và tiếp tục thành công
Năm 2010, anh đã nhận được những đánh giá tốt nhất trong sự nghiệp của mình cho vai chính là một thợ săn nô lệ ("chuno") Dae-gil trong bộ phim cổ trang ăn khách The Slave Hunters. Người thầy diễn xuất đã dạy cho anh trong 14 năm đã mô tả Jang Hyuk là một người không ngừng phân tích nhân vật. Anh đã nhận được một vài các giải thưởng diễn xuất, đáng kể nhất chính là giải thưởng danh giá ("Daesang") tại KBS Drama Awards, và đề cử cho giải thưởng Nam diễn viên xuất sắc nhất năm 2011 tại Giải Emmy Quốc tế.
Cùng năm đấy, anh tham gia bộ phim Trung Quốc Fall in Love with Anchor Beauty, bản là lại bộ phim năm 2000 All About Eve. Fall in Love with Anchor Beauty đẫ đạt được tỉ suất người xem cao ở Trung Quốc trong thời gian công chiếu.
Trở lại Hàn Quốc, anh đóng vai một luật sự chuyển sang làm giám đốc quỹ trong bộ phim Midas, cùng với Lee Min-jung và Kim Hee-ae. Sau đó anh đóng vai chính trong một  phim kinh dị pháp lý The Client (2011) cùng với Ha Jung-woo và Park Hee-soon, anh chia sẻ rằng bộ phim thỏa mãn mong muốn của anh, khắc họa một nhân vật phức tạp hơn về mặt cảm xúc.
Ban đầu anh đã khá miễn cưỡng khi tham gia Deep Rooted Tree (2011) vì anh nhận thấy vai diễn cận vệ hoàng gia cấp thấp Kang Chae-yoon không thú vị trong tiểu thuyết gốc, Jang Hyuk đã thay đổi ý định khi đọc qua kịch bản và rằng nhân vật này đã được dàn dựng và làm phong phú hơn. Câu chuyện về Kang, điều tra những vụ án giết người hàng loạt của các học giả Jiphyeonjeon ở Cung điện Gyeongbok trong thời gian vua Sejong (đóng bởi Han Suk-kyu) đang phát triển bảng chữ cái Tiếng Hàn.